# 佐賀県内市町村指定文化財一覧
佐賀県内市町村指定文化財一覧（さがけんないしちょうそんしていぶんかざいいちらん）は、佐賀県内にある市町村指定文化財の一覧である。

## 市部
- 佐賀市指定文化財一覧
- 唐津市指定文化財一覧
- 鳥栖市指定文化財一覧
- 多久市指定文化財一覧
- 伊万里市指定文化財一覧
- 武雄市指定文化財一覧
- 鹿島市指定文化財一覧
- 小城市指定文化財一覧
- 嬉野市指定文化財一覧
- 神埼市指定文化財一覧

## 神埼郡
- 吉野ヶ里町指定文化財一覧

## 山養基郡
- 基山町指定文化財一覧
- 上峰町指定文化財一覧
- みやき町指定文化財一覧

## 東松浦郡
- 玄海町指定文化財一覧

## 西松浦郡
- 有田町指定文化財一覧

## 杵島郡
- 大町町指定文化財一覧
- 江北町指定文化財一覧
- 白石町指定文化財一覧

## 藤津郡
- 太良町指定文化財一覧